# Broglio
Broglio  är en ort i kommunen Lavizzara i kantonen Ticino, Schweiz. 
Broglio var tidigare en självständig kommun, men 4 april 2004 blev Broglio en del av nybildade kommunen Lavizzara.